# HOT BABY
『HOT BABY』（ホット・ベイビー）は、尾崎亜美の7作目のスタジオ・アルバム。1981年5月5日にキャニオンレコードからリリースされた。尾崎にとって初の海外録音盤であり、レコーディングはロサンゼルスで行われた。

## 概要
当時は、作詞作曲のみならず編曲も尾崎自身が手掛けることが既に定番化しつつあったが、ディレクターの発案により本作ではアレンジを別の人に頼んでみようということになった。尾崎は芸風を拡げるチャンスと捉え、「とりあえずやってみて、ダメならダメでもうしませんでいいじゃないか」と割り切って、今回はシンガーソングライターに徹することにしたという。全ての編曲にはデヴィッド・フォスターが携わり、キーンブラザーズのトム・キーンも2曲の編曲に加わっている。TOTOのメンバーであるジェフ・ポーカロやスティーヴ・ルカサー、ジェイ・グレイドン、トム・スコットらが演奏に参加している。録音とミックスは、グラミー賞最優秀録音賞受賞の経験を持つアル・シュミットが担当している。
A面1曲目「Love Is Easy」はシングルカットされ、本作と同時発売された。
2013年10月16日にHQCDが紙ジャケット仕様で再発売された際には、「蒼夜曲 セレナーデ」のシングルバージョンと、「Love Is Easy」のB面曲「My Shiny Town」がボーナストラックとして追加収録された。

## 収録曲

### LP / CT
| 全作詞・作曲: 尾崎亜美。 |                                             |           |            |              |      |
| #                        | タイトル                                    | 作詞      | 作曲・編曲 | 編曲         | 時間 |
| 1.                       | 「Love Is Easy」                            | 尾崎亜美  | 尾崎亜美   | DAVID FOSTER | 3:58 |
| 2.                       | 「身体に残るワイン」                        | 尾崎亜美  | 尾崎亜美   | DAVID FOSTER | 4:16 |
| 3.                       | 「キャッツ アイ」                           | 尾崎亜美  | 尾崎亜美   | DAVID FOSTER | 3:47 |
| 4.                       | 「限りない憎しみの果てに ～花が咲いたよ～」 | 尾崎亜美  | 尾崎亜美   | DAVID FOSTER | 4:16 |
| 合計時間:                | 合計時間:                                   | 合計時間: | 16:17      |              |      |

| 全作詞・作曲: 尾崎亜美。 |                                               |           |            |                         |      |
| #                        | タイトル                                      | 作詞      | 作曲・編曲 | 編曲                    | 時間 |
| 1.                       | 「Angela」                                    | 尾崎亜美  | 尾崎亜美   | DAVID FOSTER, TOM KEANE | 3:57 |
| 2.                       | 「Prism Train」                               | 尾崎亜美  | 尾崎亜美   | DAVID FOSTER            | 4:02 |
| 3.                       | 「Wanderer In Love」                          | 尾崎亜美  | 尾崎亜美   | DAVID FOSTER, TOM KEANE | 3:38 |
| 4.                       | 「蒼夜曲 セレナーデ」(アルバム・ヴァージョン) | 尾崎亜美  | 尾崎亜美   | DAVID FOSTER            | 4:15 |
| 合計時間:                | 合計時間:                                     | 合計時間: | 15:52      |                         |      |

### CD
| 全作詞・作曲: 尾崎亜美。 |                                               |          |            |                         |      |
| #                        | タイトル                                      | 作詞     | 作曲・編曲 | 編曲                    | 時間 |
| 1.                       | 「Love Is Easy」                              | 尾崎亜美 | 尾崎亜美   | DAVID FOSTER            | 3:58 |
| 2.                       | 「身体に残るワイン」                          | 尾崎亜美 | 尾崎亜美   | DAVID FOSTER            | 4:16 |
| 3.                       | 「キャッツ アイ」                             | 尾崎亜美 | 尾崎亜美   | DAVID FOSTER            | 5:17 |
| 4.                       | 「限りない憎しみの果てに ～花が咲いたよ～」   | 尾崎亜美 | 尾崎亜美   | DAVID FOSTER            | 4:16 |
| 5.                       | 「Angela」                                    | 尾崎亜美 | 尾崎亜美   | DAVID FOSTER, TOM KEANE | 3:57 |
| 6.                       | 「Prism Train」                               | 尾崎亜美 | 尾崎亜美   | DAVID FOSTER            | 4:02 |
| 7.                       | 「Wanderer In Love」                          | 尾崎亜美 | 尾崎亜美   | DAVID FOSTER, TOM KEANE | 3:38 |
| 8.                       | 「蒼夜曲 セレナーデ」(アルバム・ヴァージョン) | 尾崎亜美 | 尾崎亜美   | DAVID FOSTER            | 4:15 |

| 全作詞・作曲・編曲: 尾崎亜美。 |                                               |          |            |      |
| #                              | タイトル                                      | 作詞     | 作曲・編曲 | 時間 |
| 9.                             | 「蒼夜曲 セレナーデ」(シングル・ヴァージョン) | 尾崎亜美 | 尾崎亜美   | 4:48 |
| 10.                            | 「My Shiny Town」                             | 尾崎亜美 | 尾崎亜美   | 4:21 |
| 合計時間:                      | 合計時間:                                     | 41:23    |            |      |

## シングル

### 概要
アルバム『HOT BABY』と同時発売のシングル。B面曲「My Shiny Town」は、KBS京都創立30周年記念キャンペーンのイメージソングとして長年に亘って使用された。
| 全作詞・作曲: 尾崎亜美。 |                   |           |            |              |      |
| #                        | タイトル          | 作詞      | 作曲・編曲 | 編曲         | 時間 |
| A.                       | 「Love Is Easy」  | 尾崎亜美  | 尾崎亜美   | DAVID FOSTER | 3:57 |
| B.                       | 「My Shiny Town」 | 尾崎亜美  | 尾崎亜美   | 尾崎亜美     | 4:21 |
| 合計時間:                | 合計時間:         | 合計時間: | 8:18       |              |      |

## 参加ミュージシャン
- Vocal - 尾崎亜美
- Keyboards - David Foster
- Guitar - Jay Graydon, Steve Lukather
- Drums - Jeff Porcaro
- Alto Saxophone - Tom Scott
- Bass - Neil Stubenhaus

## 参考資料
- オリコン『ALBUM CHART-BOOK COMPLETE EDITION 1970-2005』オリコン・マーケティング・プロモーション、2006年4月。ISBN 978-4-87131-077-2。
- 尾崎亜美『HOT BABY』（紙ジャケット再発盤・ライナーノーツ）ポニーキャニオン、2013年10月16日。PCCA-50168。
- 長井英治:監修『日本の女性シンガー・ソングライター』シンコーミュージック・エンタテイメント〈ディスク・コレクション〉、2013年4月。ISBN 978-4401638048。